# Karl Gustav von Baggehufwudt
Karl Gustav von Baggehufwudt (rusko Карл Фёдорович Багговут), ruski general baltsko-nemškega rodu, * 1761, † 1812.
Bil je eden izmed pomembnejših generalov, ki so se borili med Napoleonovo invazijo na Rusijo; posledično je bil njegov portret dodan v Vojaško galerijo Zimskega dvorca.

## Življenje
Pri 17 letih je pričel služiti pri deželnem grofu Anšpahskovskemu, a je že naslednje leto vstopil v vojaško službo; postal je podporočnik Tobolskega pehotnega polka. 
Leta 1781 je bil premeščen v Dneprovski polk, s katerim je sodeloval v bojih proti krimskim Tatarom. V začetku rusko-turške vojne leta 1787 je bil premeščen v Sibirijski grenadirski polk. Po kampanji leta 1789 se je upokojil zaradi slabega zdravja, a je bil leta 1792 aktiviran. 
Leta 1794 je sodeloval v zatrtju poljskega upora, nakar je 27. julija 1800 s činom generalmajorja ponovno zapustil vojaško službo.
5. novembra 1800 je ponovno vstopil v vojaško službo in postal poveljnik 4. lovskega polka. 
12. oktobra 1812 je bil ubit v boju.